# پیمان کنارد

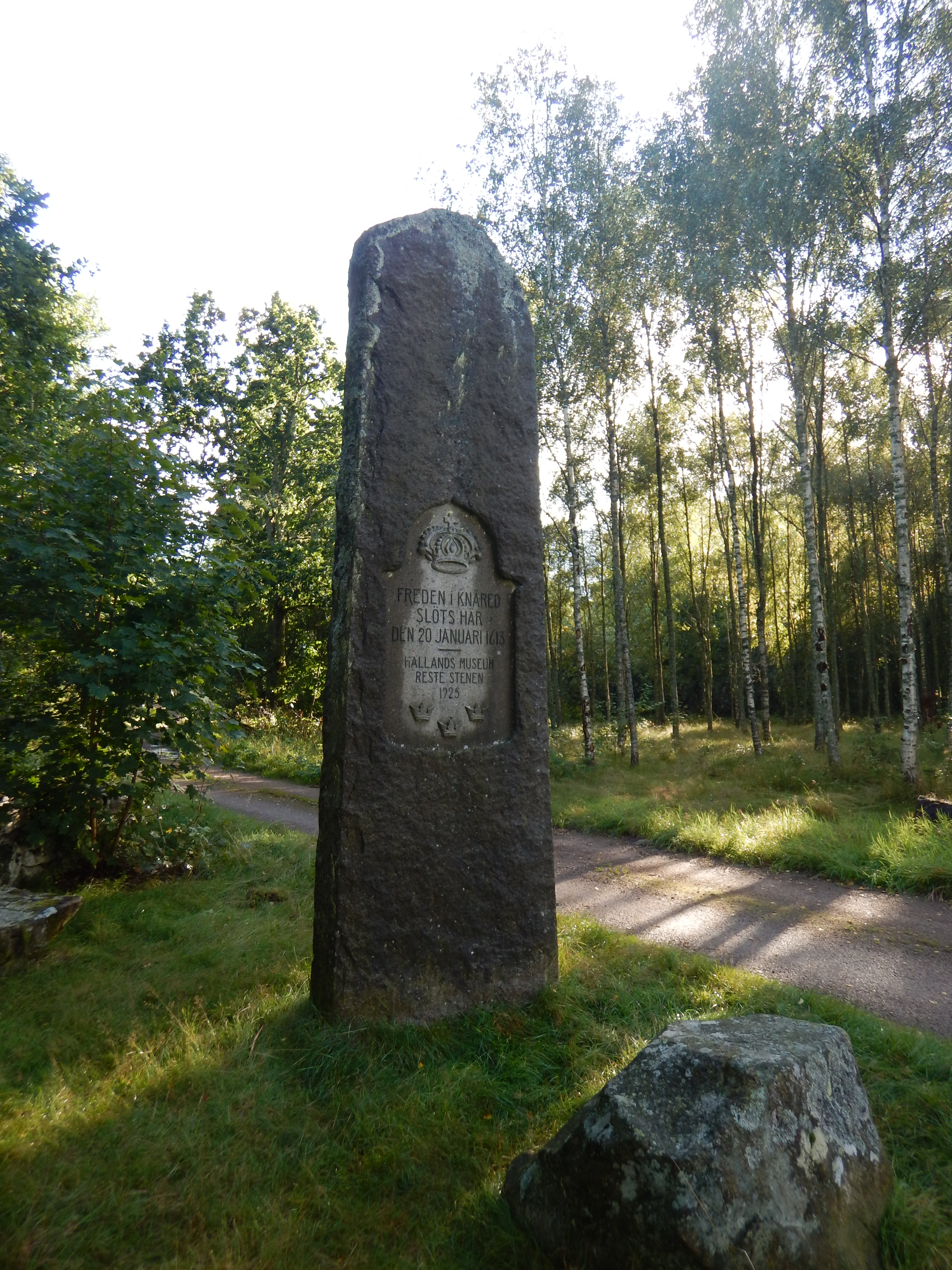
بنای یادبود پیمان

پیمان کنارد (دانمارکی: Freden i Knærød) پیمانی بود که در تاریخ ۲۱ ژانویه ۱۶۱۳ میلادی میان امپراتوری سوئد و دولت مستقل دانمارک-نروژ امضا شد و به جنگ کالمار پایان داد.
نام این پیمان از روستای کنارد گرفته شده است. پیمان در نزدیکی این روستا امضا شد. براساس مواد این پیمان، طرفین بایستی از کلیه متصرفات خود عقب بکشند. سوئد باید از یمتلاند و هریدالن دست بکشد و دانمارک از بوریهولم، کالمار و اولاند. همچنین سوئد ملزم شد تا مبلغی را به عنوان غرامت برای استرداد الفسبورگ و سرزمین‌های اطراف آن که هنوز تحت سلطه نیروهای دانمارکی بود بپردازد. اگر این مبلغ تا مدت شش سال پرداخت نمی‌شد مناطق مزبور در اختیار دانمارک باقی خواهد ماند.
در سال ۱۹۲۵ بنای یادبود این پیمان در محلی میان کنارد و مارکریلد بنا شد.